# Prometeo incatenato (Lambert)
Il Prometeo incatenato (Prométhée enchaîné) è una cantata di Lucien-Léon Guillaume Lambert (Lucien Lambert jr.), figlio del compositore Charles Lucien Lambert (Lucien Lambert sr.).

## Storia
Fu eseguita a Parigi nel 1883.
Nel 1885 venne premiata con il Prix Rossini dalla Société des Concerts du Conservatoire.